# نيلسين بوكسكان
نيلسن بوكسكان هي مزود بيانات لصناعة نشر كتاب،  المملوكة  شركة نيلسن. بوكسكان تجمع بيانات  نقاط بيع لمبيعات الكتاب.

## التاريخ
بعد نجاح نيلسن ساوند سْكان التي تعقب أرقام البيع للموسيقى، نيلسن الشركة قررت إطلاق خدمة مماثلة لمبيعات الكتب. نيلسن بوكسكان أُطلقت في  يناير 2001. سابقا، تتبع من مبيعات الكتاب، مثل قائمة نيويورك تايمز، الأكثر رواجا. نيويورك تايمزتسمح لمئات من وسائل لتقدير الكتب التي تم بيع أكثر النسخ  منها، وتنشر التصنيف العالمي ولكن ليس الأرقام. فقط ناشر كتاب تعقب بعدد النسخ قد تم بيعها، ولكن نادرا ما تشارك في هذه البيانات.

## منهجية
نيلسن بوكسكان تعتمد على بيانات نقط بيع  من عدد من باعة الكتب الرئيسية. في عام 2009 نيلسن بوكسكان تغطي 75% من مبيعات التجزئة في الولايات المتحدة من السوق الاستهلاكية.

## استخدام بوكسكان
بوكسكان تم الاستقبال في البداية  مع الشك، ولكن الآن تستخدم على نطاق واسع من قبل كل صناعة النشر والإعلام.  يستعمل الناشرين الأرقام لتتبع نجاح منافسيهم. الإعلام يستخدم الأرقام كمرجع لقياس عنوان النجاح. لاحظت مجموع دانيال غروس من لائحة  بزيادة النقاد الذين يستخدمون الأرقام للإستخفاف من  بعضهم البعض.

## مزيد من القراءة
- Andrews، Kurt؛ Napoli، Philip (2006)، "Changing Market Information Regimes: A Case Study of the Transition to the BookScan Audience Measurement System in the U.S. Book Publishing Industry"، Journal of Media Economics، ج. 19، ص. 33–54، DOI:10.1207/s15327736me1901_3.

## وصلات خارجية
- نيلسن التجزئة قياس نظرة عامة